# 小山子镇
小山子镇是中国黑龙江省哈尔滨市五常市下辖的一个镇，位于长白山山脚下。

## 行政区划
现辖：
胜丰村、胜远村、环山村、双元村、双兴村、国庆村、双利村、双山村、胜利村和八一村。